# Битка код Пљешевице (1520)
Битка код Пљешевице (1520) била је део хрватско-турских ратова. Након добијене битке хрватски бан и бискуп Петар Бериславић убијен је из заседе.

## Увод
Бискуп Петар Бериславић (хрватски бан од 1513), био је један од најистакнутијих хрватских војсковођа 16. века. Од 1513. вршио је дужност намесника Дубице и капетана Сења, када је 16. августа 1513. потукао Турке у бици код Дубице. За војне потребе заложио је већи број црквених имања и похваљен је од папе Лава X, који му је послао мач и новчану помоћ за опремање војске. 1518. водио је успешан поход на Босну, а одбио је и више турских напада у Далмацији.

## Битка
Настојећи да боље организује одбрану против Турака, бан Петар Бериславић је у мају 1520. године пошао у
Сењ да се с кнезом Бернардином Франкопаном договори о даљњим акцијама. За то време Турци поновно продиру у хрватске земље и на јуриш освајају град-утврду Пећ, посјед Орловчића, те харају по околини Дрежника. Када је стигао у Оточац, Бериславић се разболео и пао у постељу. На вест о провали Турака он устаје из кревета, окупи 300 војника и крене у потеру за Турцима. На потоку Кореници у Вражјој Гори (код данашње Пљешевице) сустигне Турке и, бројчано слабији, успева да их разбије. Међутим, прогонећи Турке, накратко је заостао за својом војском те на њега и његову пратњу из заседе наваљују Турци. Након кратког отпора, Бериславић је смртно рањен.
Његови војници који су се вратили из потере касно су стигли у помоћ. Петар Бериславић већ је био мртав. То се догодило 20. маја 1520. године.

## Последице
По налогу бискупа Ивана Стратица, бан је сахрањен у Весприму, крај многих веспримских бискупа. Године 1568. цар Максимилијан је о Бериславићу написао следеће: Највећу славу својему имену стекао је бригом за веспримску бискупију, врански приорат, читаво угарско краљевство као и бановањем Краљевином Далмацијом, Хрватском и Славонијом. Славном је смрћу у рату надвисио непријатеље и неславнима учинио Турке против којих је ратовао.
Подигао је дух отпора у народу и окупио разједињено племство, придобио крајишке великаше да у градовима и најважнијим правцима турских упада поставе сталне посаде и страже снабдевене храном и муницијом и тиме поставио основе Војне крајине на хрватским границама.